# Ephraim Kishon
Ephraim Kishon, născut Ferenc Hofmann, (în ebraică אפרים קישון; n. 23 august 1924, Budapesta, Regatul Ungariei – d. 29 ianuarie 2005, Appenzell⁠(d), Cantonul Appenzell Intern, Elveția) a fost un prozator umorist și dramaturg israelian de limbă ebraică, originar din Ungaria. A fost totodată regizor de cinema și de teatru, scenarist si artist plastic. Schițele umoristice, scrise în tradiția umorului din Ungaria (a lui Ferenc Karinthy ș.a.) și Europa centrală, s-au bucurat de un succes mare în Israel și în Europa îndeosebi în țările germanofone (în traducere). A scris peste 50 de cărți, fiind traduse în 37 de limbi și vândute în 43 de milioane de exemplare, dintre care 32 de milioane numai în limba germană. Spre sfârșitul vieții, scriitorul a locuit preponderent în Elveția.
A fost laureat al premiului Israel, premiul de stat al Israelului, în anul 2002 pentru creația sa literară, piese de teatru și filmele artistice.
A fost singurul regizor si scenarist israelian ale cărui filme au obținut la Hollywood premiul „Globul de aur” - în anul 1964 cu filmul „Salah Shabati” -, premiile pentru cel mai bun film străin și pentru cea mai bună interpretare masculină (Haim Topol), iar în 1971 - filmul „Polițistul Azulay” - pentru cel mai bun film străin. Ambele filme au fost nominalizate și pentru premiul Oscar.

## Biografie
Kishon s-a născut la Budapesta ca Ferenc Hofmann într-o familie evreiască asimilată. Tatăl său, Dezső, era director de bancă, iar mama sa, Erzsébet, secretară. A învățat pictura și sculptura la Facultatea de Arte.
A trebuit însă să-și întrerupă studiile din cauza legilor rasiale împotriva evreilor și a învățat meseria de orfevru. A fost deportat în 1944, succesiv, în mai multe lagăre de concentrare în Ungaria, unde a supraviețuit, între altele și datorită talentului de șahist (dupa mărturia scriitorului, comandantul lagărului nu găsise pe altcineva cu care să joace la nivelul său). A reușit să fugă dintr-un transport spre Lagărul de exterminare Sobibór din Polonia și să ajungă la Budapesta, unde părinții și sora reușiseră să supraviețuiască Holocaustului cu ajutorul unor vecini maghiari. Tânărul Ferenc și-a luat o identitate falsă, a „muncitorului slovac” „András Stankó”. Mai multe rude ale lui Kishon au pierit în Lagărul de concentrare Auschwitz.
După izgonirea armatei germane și căderea regimului nazist al partidului „Crucilor cu săgeți” din Ungaria, Kishon și-a terminat studiile în istoria artei și a desfășurat o activitate publicistică și literară sub pseudonimul maghiar Ferenc Kishont.
Frustrat de lipsa de libertate din noua societate comunistă, în 1949, Ferenc Kishont s-a refugiat din Ungaria și a ajuns în Israel unde, la imigrare, un funcționar al Agenției Evreiești i-a ebraizat numele în Efraim Kishon. („Ferenc? Nu există așa un nume”, a exclamat funcționarul, potrivit amintirilor lui Kishon, și a hotărât să scrie „Efraim”). (Kishon este numele unui râu în Israel, aproape de Haifa).
După vârsta de 25 de ani, Efraim Kishon, care nu cunoștea limba ebraică și nici măcar alfabetul ebraic, a reușit în timp relativ scurt să devină un scriitor apreciat în această limbă.
După 1981 a trăit o bună parte din timp în cantonul Appenzell Intern în Elveția.
A încetat din viață în anul 2005 la vârsta de 80 de ani la Appenzel. 
A fost înmormântat la panteonul național israelian - Cimitirul Trumpeldor din Tel Aviv. 

## Premii și onoruri
- 1958 - Premiul Sokolov pentru jurnalistică (Israel)
- 1964 - Premiul Kinor David (Lira lui David)  pentru literatură (Israel)
- 1965 -  Premiul Festivalului de filme de la San Francisco pentru cel mai bun scenariu - pentru filmul israelian  „Salah Shabati”
- 1965 - Premiul Globul de aur pentru filmul său, „Salah Shabati”
- 1970 -  Premiul Jabotinski pentru literatură
- 1970 - Premiul Festivalului de filme de la Barcelona pentru comedia cinematografică israeliană „Canalul Blaumilch”
- 1970 -  Premiul juriului Festivalului de filme de la Monte Carlo pentru filmul „Canalul Blaumilch”
- 1972 - Premiul Globul de aur pentru filmul său „Polițistul Azulay”
- 1972 - Premiul Festivalului de filme de la Monte Carlo pentru cea mai bună regie -pentru filmul „Polițistul Azulay”
- 1972 - Premiul juriului Festivalului de filme de la Atlanta, Georgia, pentru filmul „Polițistul Azulay”
- 1993  - Premiul Ofir pentru cinema (Israel)- pentru întreaga sa activitate
- 1998 - Premiul Bialik (Israel)
- 2002 - Premiul Israel pentru contribuția deosebită adusă statului și societății

## In memoriam
- O stradă din Tel Aviv i-a primit numele

## Cărți
- Drehn Sie sich um, Frau Lot. (Privește înapoi, doamna Lot) Satiren aus Israel (Look Back, Mrs. Lot, tradus în germană din engleză de Friedrich Torberg). Langen-Müller-Verlag, Wien / München 1961. 38 schițe umoristice despre viața socială în Israel în anii 1950
- Arche Noah, Touristenklasse. (Arca lui Noe, clasa economic) Neue Satiren aus Israel (Noah’s Ark, Tourist Class, tradusă din engleză în germană de Friedrich Torberg). Langen-Müller-Verlag, Wien / München 1962. 42 schițe umoristice
- Der seekranke Walfisch oder Ein Israeli auf Reisen. (Balena cu rău de mare sau Un israelian în voiaj) (The Seasick Whale, tradus din engleză în germană de Friedrich Torberg). Langen-Müller-Verlag, Wien / München 1965.(exista și o ediție audio - în lectura lui Harald Juhnke)
- Wie unfair, David! und andere israelische Satiren  (Nu-i drept, David) (tradus în germană din engleză de Friedrich Torberg). Langen-Müller-Verlag, Wien / München 1967. 33 schițe umoristice.
- Pardon, wir haben gewonnen. (Slihá shenitzáhnu) Vom Sechstagekrieg bis zur Siegesparade ein Jahr danach  (Scuzați-ne că am invins - de la Războiul de Șase Zile la parada victoriei de după un an) (Sorry We Have Won, tradus de Friedrich Torberg). Langen-Müller-Verlag, Wien / München 1968.
- Kishons beste Geschichten. (Traducere de Friedrich Torberg). Herbig-Verlag, West-Berlin/ München 1969.
- Nicht so laut vor Jericho. Neue Satiren (Blow Softly in Jericho, übersetzt von Friedrich Torberg). Langen-Müller-Verlag, München / Wien 1970.
- Kishons buntes Bilderbuch. (Übersetzt von Friedrich Torberg). Langen-Müller-Verlag, München / Wien 1971.
- Der Blaumilchkanal. (Übersetzt von Friedrich Torberg). Langen-Müller-Verlag, München / Wien 1971 . Neueste Auflage: ISBN 3-7844-3004-X.
- Salomos Urteil, zweite Instanz. Neue Satiren (übersetzt von Friedrich Torberg). Langen-Müller-Verlag, München / Wien 1972, ISBN 3-7844-1485-0.
- Kein Applaus für Podmanitzki. Satirisches (übersetzt von Friedrich Torberg). Langen-Müller-Verlag, München/ Wien 1973, ISBN 3-7844-1520-2.
- Das große Kishon-Buch. Satiren (übersetzt von Friedrich Torberg). Langen-Müller-Verlag, München / Wien 1974, ISBN 3-7844-1552-0.
- Kein Öl, Moses? Neue Satiren (übersetzt von Friedrich Torberg). Langen-Müller-Verlag, München / Wien 1974, ISBN 3-7844-1554-7. (Platz 1 der Spiegel-Bestsellerliste vom 23. bis zum 29. Dezember 1974 und vom 24. Februar bis zum 9. März 1975)
- Die lieben Hochzeitsgäste Hyperion-Verlag 1974
- Kishons beste Familiengeschichten. Satiren (übersetzt von Friedrich Torberg). Langen-Müller-Verlag, München / Wien 1974, ISBN 3-7844-1599-7.
- In Sachen Kain und Abel. Neue Satiren. Langen / Müller-Verlag 1976 (Platz 1 der Spiegel-Bestsellerliste in den Jahren 1976 und 1977)
- Freund Jossele. Auch Schwindeln will gelernt sein – Satiren. (Übersetzt von Friedrich Torberg). Langen-Müller-Verlag, München / Wien 1977, ISBN 3-7844-1659-4.
- ABC der Heiterkeit. Lebenshilfe für Eilige. Langen-Müller-Verlag, München / Wien 1978
- Wenn das Auto Schnupfen hat und andere vergnügliche Geschichten. G. Lentz-Verlag 1978
- Paradies neu zu vermieten. Neue Satiren (übersetzt von Friedrich Torberg). Langen-Müller-Verlag, München / Wien 1979, ISBN 3-404-12786-2. (Platz 1 der Spiegel-Bestsellerliste in den Jahren 1979 und 1980)
- Haitzingers Kishon Album. Langen Müller Verlag, München / Wien 1980
- … und die beste Ehefrau von allen. Ins Deutsche übertragen von Gerhard Bronner und Friedrich Torberg. Langen-Müller-Verlag, München / Wien 1981 (Platz 1 der Spiegel-Bestsellerliste im Jahr 1981)
- Fiin Daglings Kost. Nordfriisk Institut 1981
- Kishons beste Reisegeschichten. Eine Weltreise des Humors in 13 Länder. Herbig 1981
- Das Kamel im Nadelöhr. Neue Satiren. Ins Deutsche übertragen von Gerhard Bronner, Immanuel Rosenne und Friedrich Torberg Ullstein 1982
- Kishons schönste Geschichten für Kinder. Tosa Verlag 1982, ISBN 3-85001-338-3.
- Bekenntnisse eines perfekten Ehemanns. Langen / Müller-Verlag 1983
- Abraham kann nichts dafür. 66 neue Satiren (übersetzt von Gerhard Bronner). Langen-Müller-Verlag, München / Wien 1984, ISBN 3-7844-1850-3.
- Kishons beste Autofahrergeschichten. 1985, ISBN 3-404-14474-0.
- Picasso war kein Scharlatan. Randbemerkungen zur modernen Kunst. 1986, ISBN 3-7844-2102-4.
- Auch die Waschmaschine ist nur ein Mensch. 1987, ISBN 3-7766-1454-4.
- Total verkabelt. 1989, ISBN 3-404-12742-0.
- Undank ist der Welten Lohn. 1990, ISBN 3-7844-2308-6.
- Nichts zu lachen. Die Erinnerungen. (Übers. von Ursula Abrahamy und Ephraim Kishon). Langen-Müller-Verlag, München / Wien 1993.
- Ein Apfel ist an allem schuld. (Übersetzt von Ephraim Kischon, Ursula Abrahamy und Friedrich Torberg). Langen-Müller in der F. A. Herbig-Verlagsbuchhandlung GmbH, München / Berlin 1994, ISBN 3-7844-2510-0.
- Picassos süße Rache. Neue Streifzüge durch die moderne Kunst. 1995, ISBN 3-7844-2453-8.
- … und was machen wir am Nachmittag? Satirisches über ein kleines Land. Langen-Müller-Verlag München / Wien 1998
- Alle Satiren. Langen Müller, München 1999, ISBN 3-7844-2738-3, Jubiläumsausgabe.
- Wer’s glaubt, wird selig. Politische Satiren. 1. Auflage. Langen-Müller-Verlag München / Wien 2000, ISBN 3-7844-2792-8.
- Schachcomputer. Gegner und Freund. Baumhaus-Verlag, ISBN 3485017027.
- Kishon für Österreicher … und alle, die es gern wären. (übersetzt von Friedrich Torberg). Langen-Müller-Verlag, München / Wien 2005, ISBN 3-7844-2988-2.

### Traduceri în românește
- 1977 În căutarea pașilor pierduți, traducere de Sig Horovitz, Editura Univers, București
- 1981 - Idolul, traducere din germană (Das Idol) de Ioana Crăciun, GONG 82. Almanahul Revistei „Teatrul“ p.149-153., Uniunea Scriitorilor din România, București
- 1983 - Actori, ageamii și sufleori, traducere de Valentin Negoiță, Univers, București
- 2004 - De 99 de ori : Proză umoristică, traducere din engleză de Radu Lupan, Editura Hasefer, București
- 2020 - comedia Actul de căsătorie (Ketubá) , spectacol la Teatrul Evreiesc de Stat, în regia lui Dan Tudor, traducere de Franz Auerbach